# Deadline (tv-program)
 For alternative betydninger, se Deadline. (Se også artikler, som begynder med Deadline)
Deadline er et dagligt nyhedsprogram på DR2, der bringer aktuelle sager i ind- og udland til debat ved at invitere eksperter og politikere i studiet. Programmet blev sendt første gang 5. februar 1998 og sendes fra 2 januar 2023 mandag til torsdag kl. 17:00 med genudsendelse kl. 22:15.
Programmet blev lanceret som Før Deadline og blev dengang sendt kl. 23. I weekenderne sendtes programmet Efter Deadline. I efteråret 1999 ændredes navnet til Deadline, og i august 2003 fik programmet ændret sendetid til kl. 22.30. Den 18. september 2022 blev Deadlines sendetid ændret til 22.00.
I 2006 lanceres 'lillesøsteren' Deadline 17:00, der produceres i samarbejde med TV-avisens redaktion. I modsætning til Deadlines sene udsendelse var 17-udgaven mere fokuseret på nyheder, men lagde derudover vægt på perspektivering af særligt kulturnyheder, udlandsnyheder og videnskabsstof, ligesom den i modsætning til Deadline 22:30 også rummede en vejrudsigt. Jesper Larsen og Anja Bo var de faste værter på Deadline 17:00. Programmet Deadline 17.00 blev lukket i 2013.
I en periode (2004-2014[kilde mangler]) blev der søndag aften sendt  Deadline 2. sektion med særligt fokus på kulturstof. Jes Stein Pedersen var vært på dette frem til 2011.

## Værter
- Issa Mahmoud Jeppesen
- Astrid Berg
- Clement Kjersgaard (vikar)
- Niels Krause-Kjær (vikar)

### Tidligere værter
Blandt de tidligere Deadline-værter er der en del, der igennem politik eller kommentatorvirksomhed har gjort sig bemærket. Blandt andre:
- Adam Holm
- Anja Bo
- Christine Antorini
- Camilla Thorning
- Connie Hedegaard
- Jacob Rosenkrands
- Jesper Larsen
- Kurt Strand
- Mads Brügger
- Martin Krasnik
- Martin Breum
- Matilde Kimer
- Nola Grace Gaardmand
- Nikolaj Sommer
- Nynne Bjerre Christensen
- Poul Smidt
- Sigge Winther Nielsen
- Steen Nørskov
- Lotte Folke Kaarsholm
- Jens Olaf Jersild

## Nytårstaler
Siden årsskiftet 2017/2018 har Deadline hvert år, ladet en kendt dansker holde en nytårstale. 
| År        | Person                    | Profession                                            |
| --------- | ------------------------- | ----------------------------------------------------- |
| 2017/2018 | Sara Omar                 | Forfatter                                             |
| 2018/2019 | Svend Brinkmann           | Professor i almenpsykologi og kvalitative metoder     |
| 2019/2020 | Sjúrður Skaale            | Folketingsmedlem, journalist, skuespiller og musiker  |
| 2020/2021 | Tessa                     | Rapper                                                |
| 2021/2022 | MAGT                      | Satiregruppe                                          |
| 2022/2023 | Glenn Bech                | Forfatter                                             |
| 2023/2024 | Maj My Midtgaard Humaidan | Forfatter                                             |
| 2024/2025 | Hella Joof                | Skuespillerinde, filminstruktør, komiker og forfatter |